# Stay (canción de David Bowie)
"Stay" es una canción escrita por el músico británico David Bowie, publicado en el álbum de 1976, Station to Station. En julio de 1976, la canción fue publicado como sencillo por RCA Records en los Estados Unidos.
La estructura del verso y el coro pueden ser localizadas en "John, I'm Only Dancing (Again)", una canción grabada para el álbum Young Americans pero publicado por primera vez en 1979.

## Versiones en vivo
- Una versión grabada en el Coliseo Nassau, Uniondale durante la gira de Isolar el 23 de marzo de 1976 fue incluida en Live Nassau Coliseum '76.[5]
- Actuaciones de la gira The Stage han sido publicadas en Stage (1978)[6] y Welcome to the Blackout (Live London '78) (2018).[7]
- Bowie interpretó la canción en el Festival de Glastonbury el 25 de junio de 2000, siendo publicada en 2018 en el álbum Glastonbury 2000.[8]
- Una versión grabada en el BBC Radio Theatre, Londres el 27 de junio de 2000, apareció en la edición limitada de Bowie at the Beeb.[9]
- Una versión grabada en el 14 de octubre de 1999 fue publicada en el álbum de 2020, Something in the Air (Live Paris 99).[10]
- Una presentación grabada en el 19 de noviembre de 1999 en el Kit Kat Klub durante la gira de Hours, fue publicada en el álbum de 2021, David Bowie at the Kit Kat Klub (Live New York 99).[11]

## Otros lanzamientos
- La canción fue publicado como lado B del lanzamiento de sencillo de "Suffragette City" el 9 de julio de 1979.[12]
- La canción apareció en la banda sonora de la película de 1981, Christiane F.[13]
- Está versión de la canción, originalmente publicada como sencillo en el Reino Unido, estuvo disponible en formato digital y CD por primera vez en 2016, en Re:Call 2, como parte de la caja recopilatoria Who Can I Be Now? (1974–1976).[14]
- Una versión regrabada en 1997 fue publicado a principios de 2020 como parte del EP Is It Any Wonder?.[15]

## Lista de canciones
Todas las canciones escritas por David Bowie.
1. "Stay" – 3:22
2. "Word on a Wing" – 3:14

## Créditos
Créditos adaptados desde las notas del álbum.
- David Bowie – voz principal, Chamberlin
- Warren Peace – congas
- Carlos Alomar – guitarra eléctrica
- Earl Slick – guitarra eléctrica
- George Murray – bajo eléctrico
- Dennis Davis – batería